# A.out
a.out és un format de fitxer utilitzat en versions anteriors de sistemes operatius d'ordinador semblants a Unix per a executables, codi objecte i, en sistemes posteriors, biblioteques compartides. Aquesta és una forma abreujada de "sortida de l'assemblador", el nom de fitxer de la sortida de l'assemblador PDP-7 de Ken Thompson. El terme es va aplicar posteriorment al format del fitxer resultant per contrastar amb altres formats de codi objecte.
"a.out" segueix sent el nom del fitxer de sortida predeterminat per als executables creats per determinats compiladors i enllaçadors quan no s'especifica cap nom de sortida, tot i que els fitxers creats en realitat no estan en el format a.out.
El suport per al format a.out es va eliminar a la versió 5.18 del nucli de Linux.

## Història
Un format a.out per al PDP-7, similar al format a.out utilitzat en el PDP-11, va aparèixer a la primera edició d'UNIX. Va ser substituït pel format COFF a AT&T Unix System V, que al seu torn va ser substituït pel format ELF a System V Release 4. Els fitxers a.out s'identifiquen amb els números màgics amb codis octals 0407, 0410 o 0413.
Tot i que Berkeley Unix va continuar utilitzant el format a.out durant algun temps, els sistemes BSD moderns han canviat a ELF. NetBSD/i386 va canviar formalment d'a.out a ELF en la seva versió 1.5 (desembre de 2000). FreeBSD/i386 va canviar a ELF com a format estàndard durant la transició de 2.2 a 3.0 el 1998, però el suport per a a.out va romandre al sistema.